# Leichtathletik-Europameisterschaften 2018/400 m der Frauen

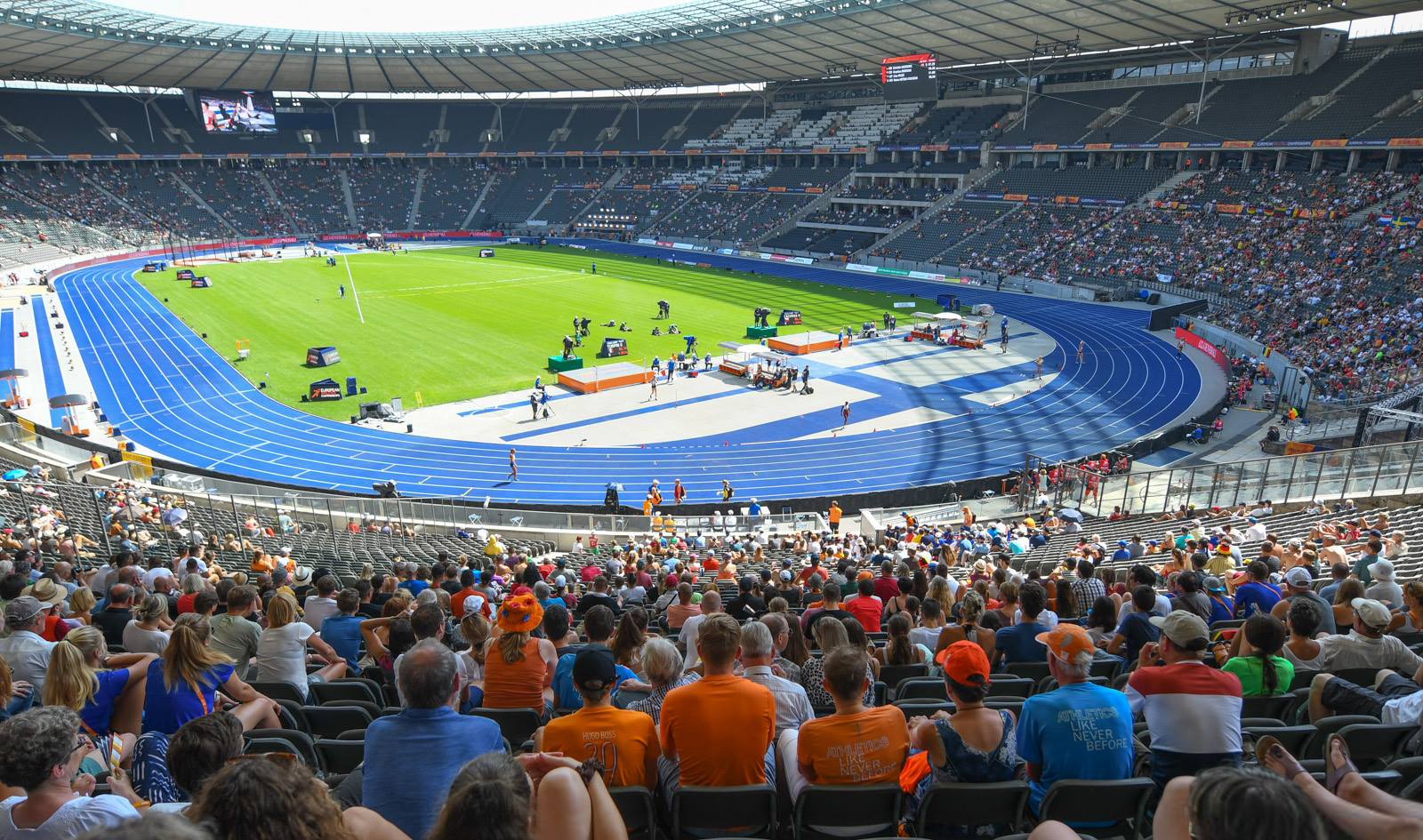
Das Berliner Olympiastadion am 9. August 2018

Der 400-Meter-Lauf der Frauen bei den Leichtathletik-Europameisterschaften 2018 fand zwischen am 8., 9. und 11. August im Olympiastadion in der deutschen Hauptstadt Berlin statt.
Europameisterin wurde die Polin Justyna Święty-Ersetic. Sie siegte vor der Griechin Maria Belimbasaki. Die Niederländerin Lisanne de Witte gewann die Bronzemedaille.

## Rekorde

### Bestehende Rekorde
| Weltrekord           | 47,60 s | Marita Koch | Canberra, Australien   | 6. Oktober 1985   |
| Europarekord         | 47,60 s | Marita Koch | Canberra, Australien   | 6. Oktober 1985   |
| Meisterschaftsrekord | 48,12 s | Marita Koch | EM Athen, Griechenland | 8. September 1982 |

Der bestehende EM-Rekord wurde bei diesen Europameisterschaften nicht erreicht. Die schnellste Zeit erzielte der polnische Europameisterin Justyna Święty-Ersetic im Finale mit 50,41 s, womit sie 2,29 s über dem Rekord blieb. Zum Welt- und Europarekord fehlten ihr 2,81 s.

### Rekordverbesserungen
Es wurden zwei Landesrekorde aufgestellt:
- 50,45 s – Maria Belimbasaki (Griechenland), Finale am 11. August
- 50,77 s – Lisanne de Witte (Niederlande), Finale am 11. August

## Durchführung des Wettbewerbs
Die zehn schnellsten Sprinterinnen der Jahresbestenliste – in den Halbfinal-Resultaten mit ‡ markiert – mussten in den Vorläufen noch nicht antreten. Sie waren automatisch für das Halbfinale qualifiziert und griffen erst dort in den Wettkampf ein.

## Legende
Kurze Übersicht zur Bedeutung der Symbolik – so üblicherweise auch in sonstigen Veröffentlichungen verwendet:
| NR    | Nationaler Rekord                                                                               |
| EL    | Europajahresbestleistung                                                                        |
| EU20L | europäische U20-Jahresbestleistung                                                              |
| PB    | Persönliche Bestleistung                                                                        |
| SB    | Persönliche Jahresbestleistung                                                                  |
| ‡     | einer der zwölf schnellsten Sprinter der Jahresbestenliste (Markierung verwendet im Halbfinale) |

## Vorläufe
Aus den vier Vorläufen qualifizierten sich die jeweils zwei Ersten jedes Laufes – hellblau unterlegt – und zusätzlich die sechs Zeitschnellsten – hellgrün unterlegt –  für das Halbfinale.

### Vorlauf 1

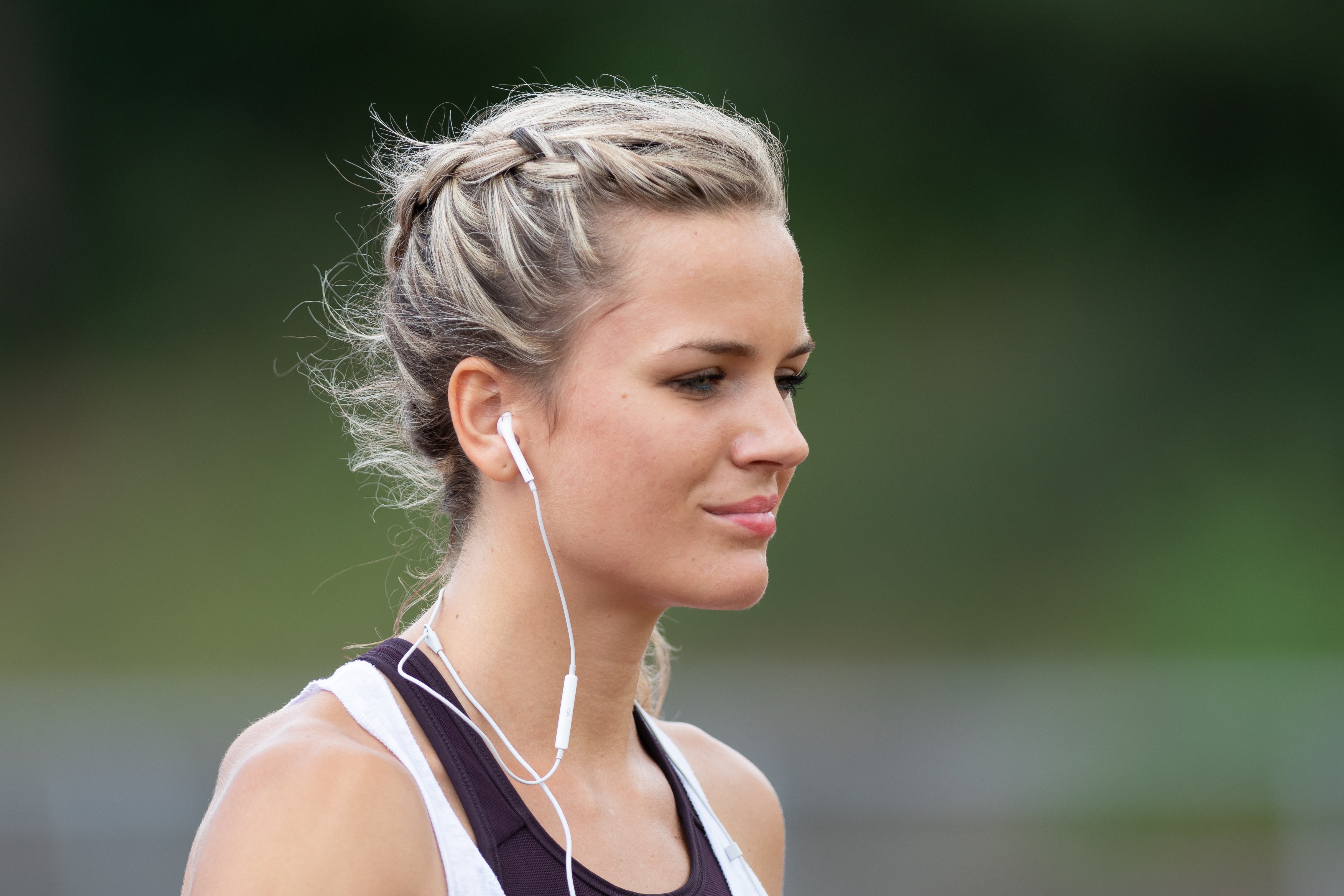
Zdeňka Seidlová schied nach ihrem sechsten Platz im ersten Vorlauf aus

8. August 2018, 11:30 Uhr MESZ
| Platz | Bahn | Name                  | Land                        | Zeit (s) |
| ----- | ---- | --------------------- | --------------------------- | -------- |
| 1     | 6    | Laviai Nielsen        | Großbritannien              | 51,67 PB |
| 2     | 5    | Cátia Azevedo         | Portugal                    | 51,84 SB |
| 3     | 2    | Gunta Latiševa-Čudare | Lettland                    | 51,98    |
| 4     | 1    | Aljona Mamina         | Authorised Neutral Athletes | 52,72    |
| 5     | 8    | Alexandra Bezeková    | Slowakei                    | 52,88    |
| 6     | 4    | Zdeňka Seidlová       | Tschechien                  | 53,38    |
| 7     | 7    | Anastassija Bryshina  | Ukraine                     | 53,62    |
| 8     | 3    | Maja Ćirić            | Serbien                     | 53,65    |

### Vorlauf 2

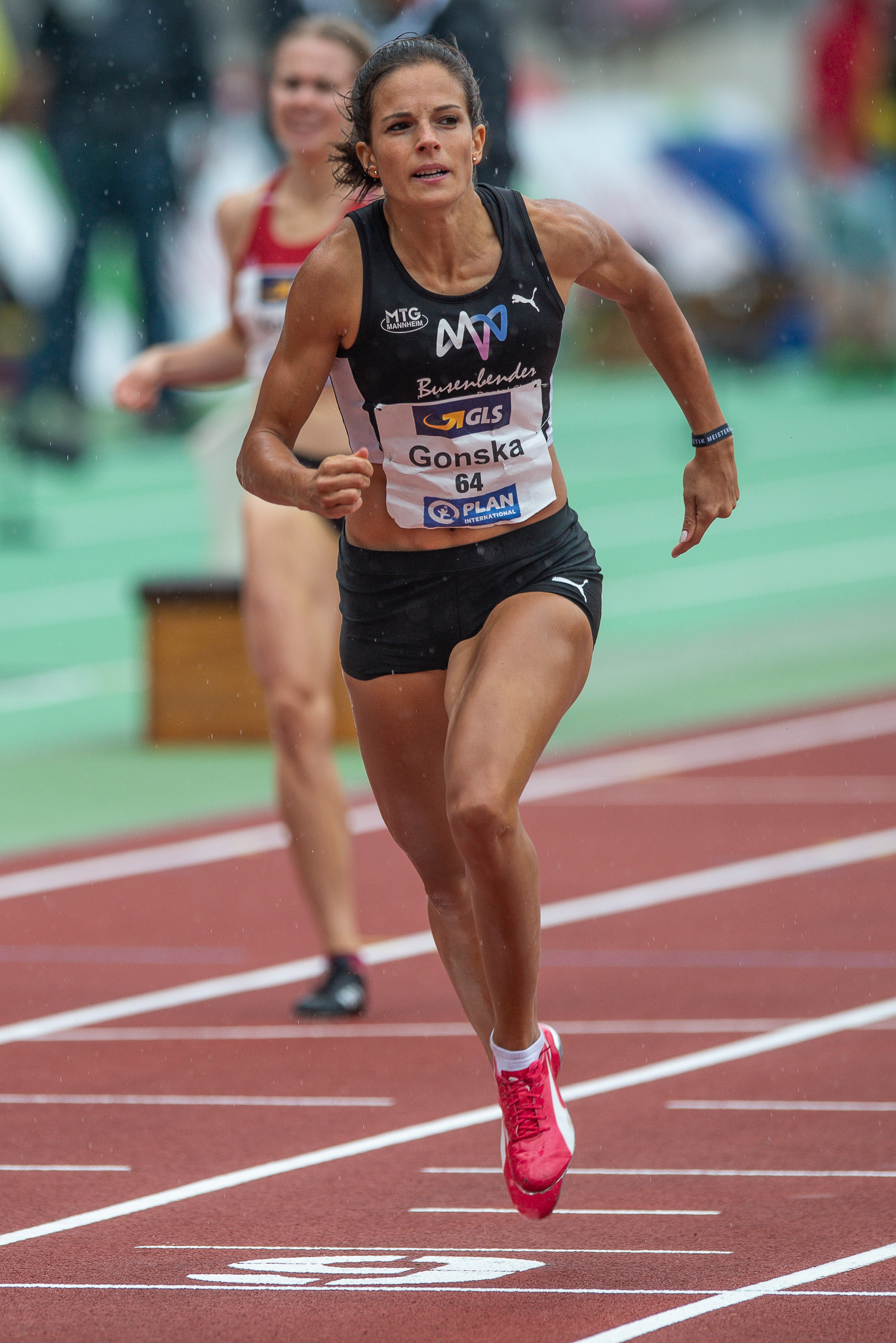
Nadine Gonska – ausgeschieden als Fünfte des zweiten Vorlaufs

8. August 2018, 11:38 Uhr MESZ
| Platz | Bahn | Name                   | Land                        | Zeit (s) |
| ----- | ---- | ---------------------- | --------------------------- | -------- |
| 1     | 5    | Cynthia Bolingo Mbongo | Belgien                     | 51,69 PB |
| 2     | 7    | Floria Gueï            | Frankreich                  | 51,89    |
| 3     | 3    | Bianca Răzor           | Rumänien                    | 52,19    |
| 4     | 5    | Tamara Salaški         | Serbien                     | 52,39    |
| 5     | 6    | Nadine Gonska          | Deutschland                 | 52,54    |
| 6     | 8    | Lada Vondrová          | Tschechien                  | 53,21 PB |
| 7     | 4    | Irini Vasiliou         | Griechenland                | 53,37    |
| 8     | 2    | Xenija Aksjonowa       | Authorised Neutral Athletes | 53,37    |

### Vorlauf 3

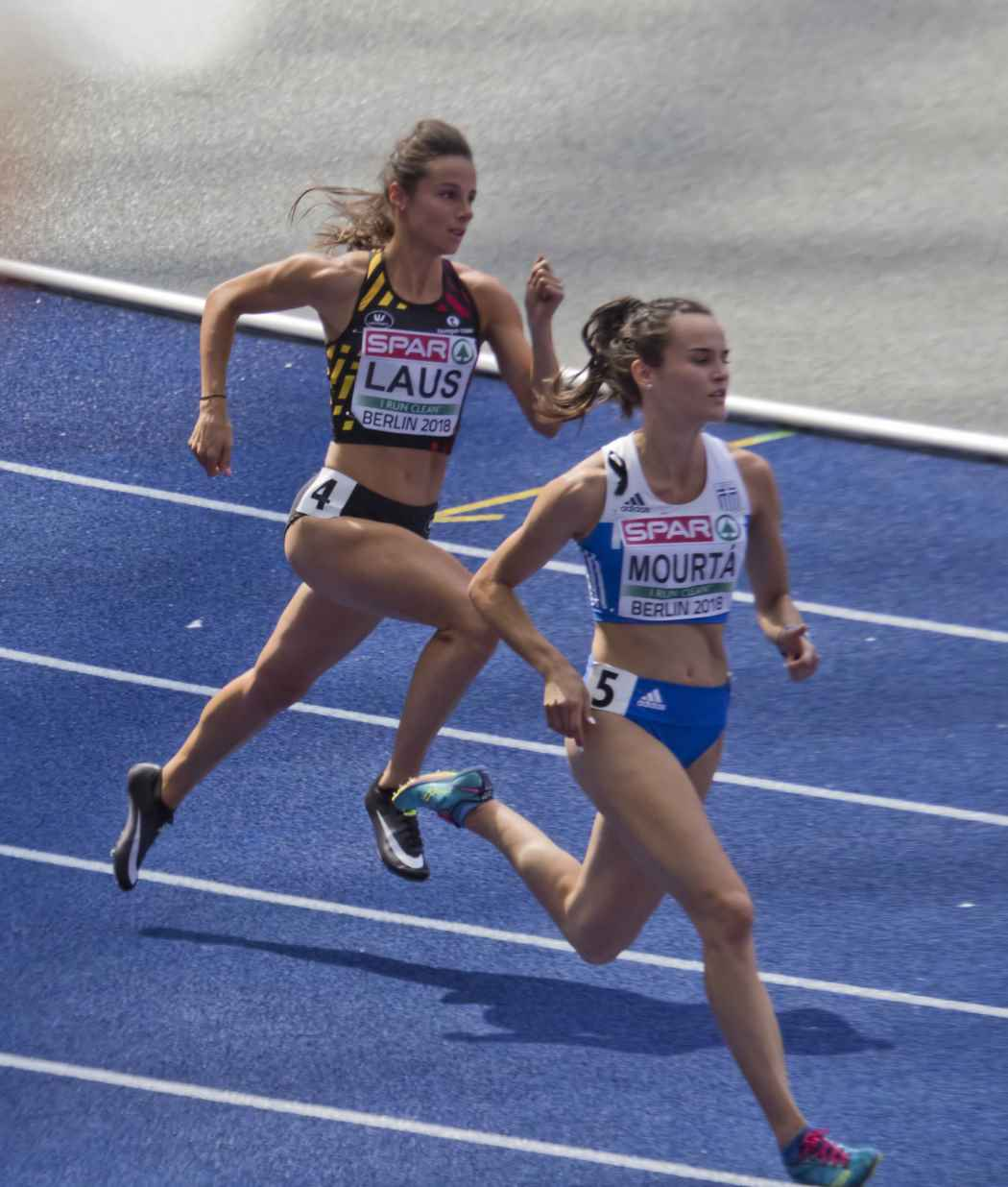
Camille Laus (links) – als Zweite für die nächste Runde qualifiziert / Déspina Mourtá – als Fünfte ausgeschieden

8. August 2018, 11:46 Uhr MESZ
| Platz | Bahn | Name                     | Land         | Zeit (s) |
| ----- | ---- | ------------------------ | ------------ | -------- |
| 1     | 6    | Maria Benedicta Chigbolu | Italien      | 51,76 SB |
| 2     | 4    | Camille Laus             | Belgien      | 52,40    |
| 3     | 2    | Andrea Miklós            | Rumänien     | 52,40    |
| 4     | 3    | Tetjana Melnyk           | Ukraine      | 52,44    |
| 5     | 5    | Despina Mourta           | Griechenland | 52,96 PB |
| 6     | 7    | Iveta Putalová           | Slowakei     | 53,21    |
| 7     | 1    | Alena Symerská           | Tschechien   | 53,25    |
| 8     | 8    | Eva Misiūnaitė           | Litauen      | 54,02    |

### Vorlauf 4

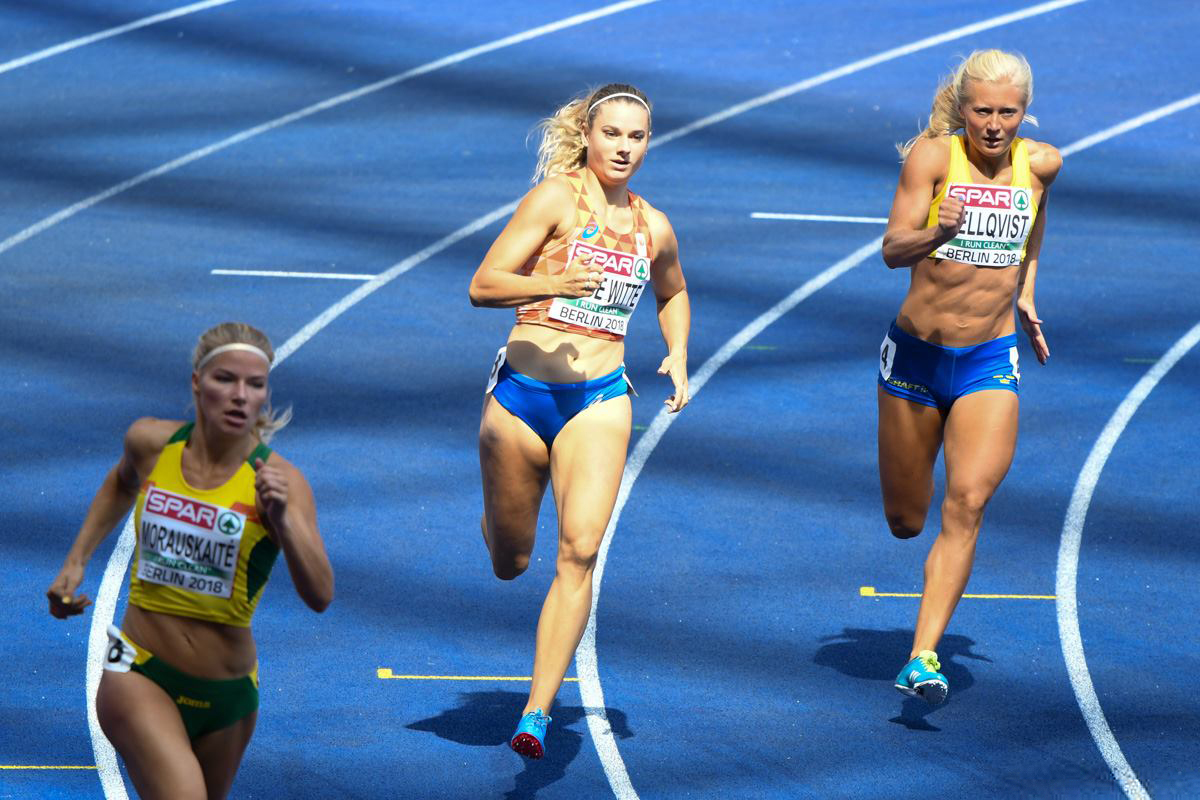
Vorlauf vier (v. l. n. r.): Modesta Morauskaitė, Laura de Witte, Matilda Hellqvist

8. August 2018, 11:54 Uhr MESZ
| Platz | Bahn | Name                      | Land                        | Zeit (s) |
| ----- | ---- | ------------------------- | --------------------------- | -------- |
| 1     | 7    | Polina Miller             | Authorised Neutral Athletes | 52,01    |
| 2     | 1    | Laura Bueno               | Spanien                     | 52,14 SB |
| 3     | 8    | Iga Baumgart-Witan        | Polen                       | 52,23    |
| 4     | 5    | Laura de Witte            | Niederlande                 | 52,57    |
| 5     | 4    | Matilda Hellqvist         | Schweden                    | 52,68 PB |
| 6     | 6    | Modesta Justė Morauskaitė | Litauen                     | 52,68    |
| 7     | 3    | Alina Lohwynenko          | Ukraine                     | 53,18    |
| 8     | 2    | Evelin Nádházy            | Ungarn                      | 54,34    |

## Halbfinale
Aus den drei Halbfinalläufen qualifizierten sich die jeweils beiden Ersten jedes Laufes – hellblau unterlegt – und zusätzlich die beiden Zeitschnellsten – hellgrün unterlegt – für das Finale. Die zehn Jahresschnellsten – mit ‡ markiert, die automatisch für das Halbfinale qualifiziert waren, griffen jetzt in das Geschehen ein.

### Lauf 1

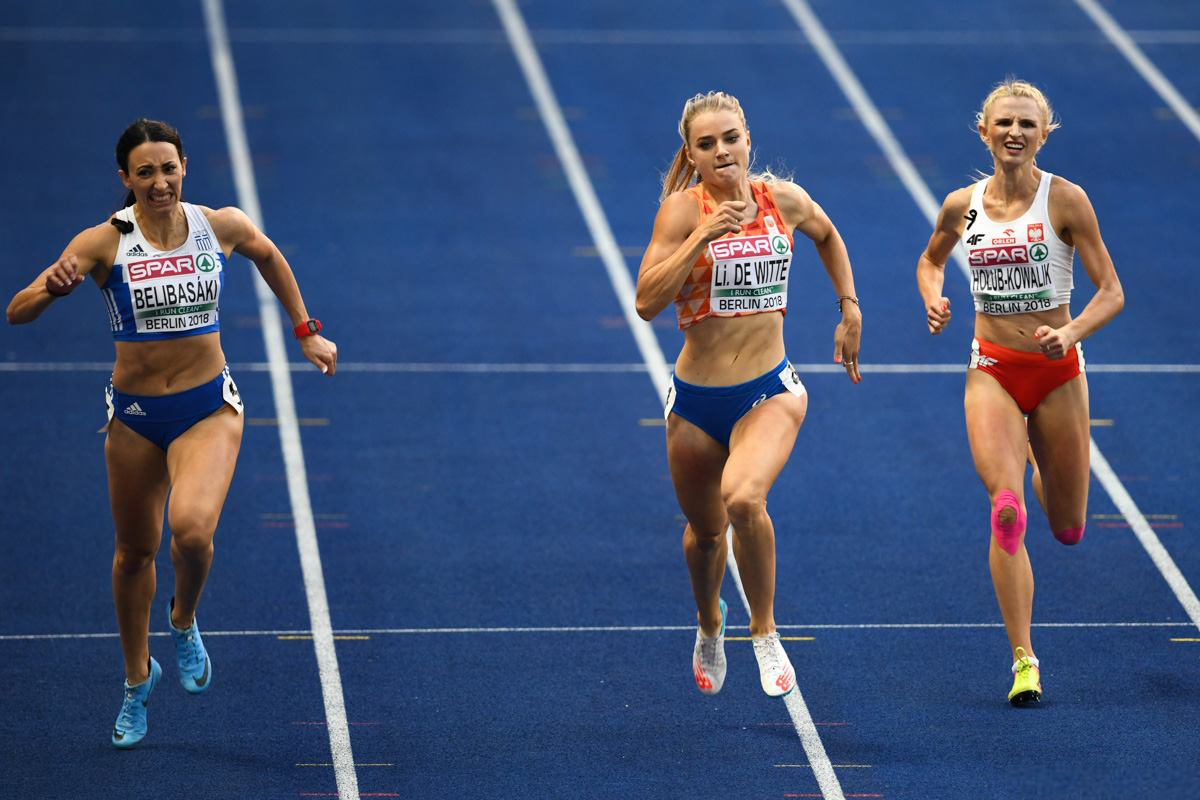
Erstes Halbfinale (v. l. n. r.): Maria Belimbasaki, Lisanne de Witte, Małgorzata Hołub-Kowalik

9. August 2018, 19:50 Uhr MESZ
| Platz | Bahn | Name                       | Land           | Zeit (s) |
| ----- | ---- | -------------------------- | -------------- | -------- |
| 1     | 8    | Laviai Nielsen             | Großbritannien | 51,21 PB |
| 2     | 5    | Maria Belimbasaki ‡        | Griechenland   | 51,23    |
| 3     | 4    | Lisanne de Witte ‡         | Niederlande    | 51,24    |
| 4     | 6    | Floria Gueï                | Frankreich     | 51,50 SB |
| 5     | 3    | Małgorzata Hołub-Kowalik ‡ | Polen          | 51,74    |
| 6     | 7    | Cynthia Bolingo Mbongo     | Belgien        | 51,92    |
| 7     | 1    | Tetjana Melnyk             | Ukraine        | 52,20 SB |
| 8     | 2    | Cátia Azevedo              | Portugal       | 52,23    |

### Lauf 2

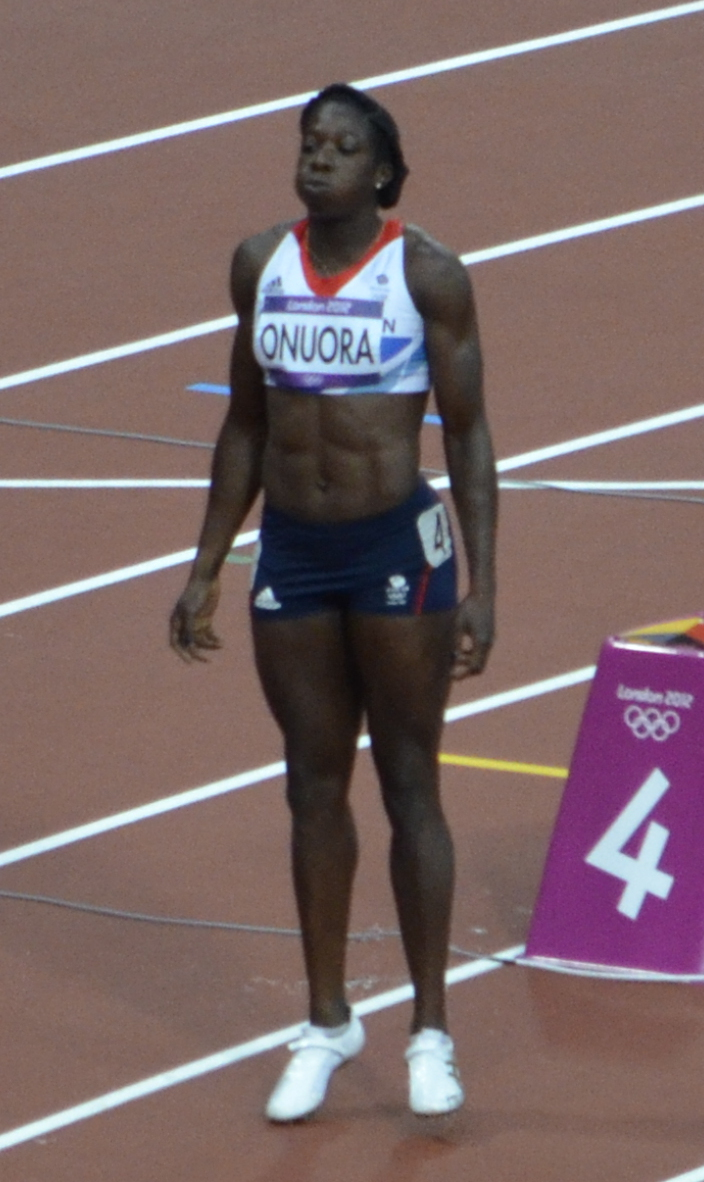
Anyika Onuora – ausgeschieden als Dritte des zweiten Halbfinals

9. August 2018, 19:57 Uhr MESZ
| Platz | Bahn | Name                     | Land           | Zeit (s) |
| ----- | ---- | ------------------------ | -------------- | -------- |
| 1     | 7    | Iga Baumgart-Witan       | Polen          | 51,35 PB |
| 2     | 4    | Agnė Šerkšnienė ‡        | Litauen        | 51,41    |
| 3     | 5    | Anyika Onuora ‡          | Großbritannien | 51,77    |
| 4     | 3    | Anita Horvat ‡           | Slowenien      | 51,89    |
| 5     | 8    | Maria Benedicta Chigbolu | Italien        | 52,26    |
| 6     | 6    | Camille Laus             | Belgien        | 52,40    |
| 7     | 2    | Andrea Miklós            | Rumänien       | 52,49    |
| 8     | 1    | Tamara Salaški           | Serbien        | 53,20    |

### Lauf 3

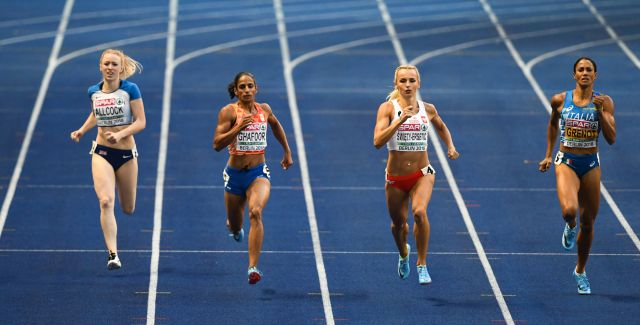
Halbfinale drei: (v. l. n. r.): Amy Allcock, Madiea Ghafoor, Justyna Święty-Ersetic, Libania Grenot
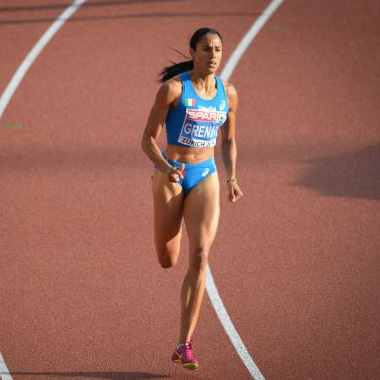
Titelverteidigerin Libania Grenot qualifizierte sich trotz eines dritten Platzes in ihrem Vorlauf nicht für das Finale

9. August 2018, 20:04 Uhr MESZ
| Platz | Bahn | Name                     | Land                        | Zeit (s)    |
| ----- | ---- | ------------------------ | --------------------------- | ----------- |
| 1     | 4    | Justyna Święty-Ersetic ‡ | Polen                       | 51,23       |
| 2     | 5    | Madiea Ghafoor ‡         | Niederlande                 | 51,29       |
| 3     | 3    | Libania Grenot ‡         | Italien                     | 51,54       |
| 4     | 7    | Gunta Latiševa-Čudare    | Lettland                    | 51,60 SB    |
| 5     | 8    | Polina Miller            | Authorised Neutral Athletes | 51,65 EU20L |
| 6     | 6    | Amy Allcock ‡            | Großbritannien              | 51,91       |
| 7     | 1    | Bianca Răzor             | Rumänien                    | 52,27       |
| 8     | 2    | Laura Bueno              | Spanien                     | 52,46       |

## Finale
11. August 2018, 20:12 Uhr MESZ
| Platz | Bahn | Athletin               | Land           | Offizielle Zeit (s) | Hundertstelsekunden |
| ----- | ---- | ---------------------- | -------------- | ------------------- | ------------------- |
|       | 3    | Justyna Święty-Ersetic | Polen          | 50,41 EL            |                     |
|       | 4    | Maria Belimbasaki      | Griechenland   | 50,45 NR            |                     |
|       | 2    | Lisanne de Witte       | Niederlande    | 50,77 NR            |                     |
| 4     | 5    | Laviai Nielsen         | Großbritannien | 51,21000            |                     |
| 5     | 6    | Iga Baumgart-Witan     | Polen          | 51,24 PB            |                     |
| 6     | 7    | Agnė Šerkšnienė        | Litauen        | 51,42000            |                     |
| 7     | 1    | Floria Gueï            | Frankreich     | 51,57000            | 51,566              |
| 8     | 8    | Madiea Ghafoor         | Niederlande    | 51,57000            | 51,567              |

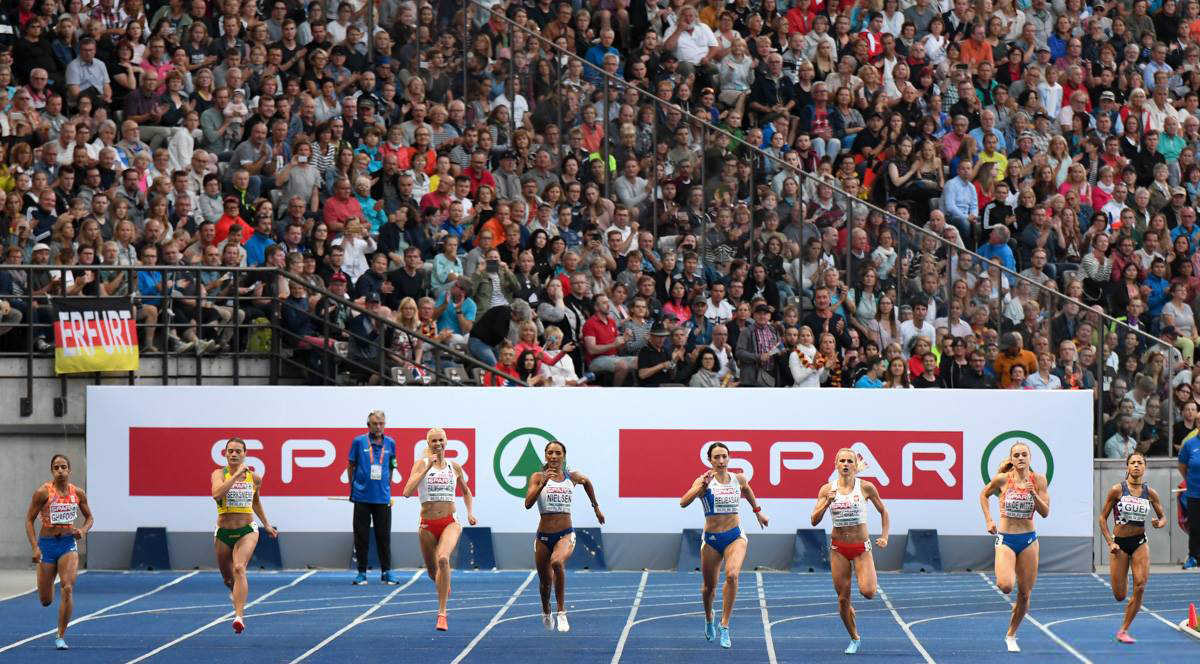
Die 400-Meter-Läuferinnen auf der Zielgerade

Auf Weltniveau spielten Europäerinnen auf dieser Strecke abgesehen von der Britin Christine Ohuruogu – hier nicht mehr am Start – in den letzten Jahren keine große Rolle. Das Rennen hier in Berlin war auch nach den Ergebnissen der Halbfinals sehr offen. Die italienische Europameisterin von 2014 und 2016 Libania Grenot hatte das Finale nicht erreicht.
Die Griechin Maria Belimbasaki kam mit einigen Metern Vorsprung als erste Läuferin auf die Zielgerade. Zweite war die Britin Laviai Nielsen knapp vor der Niederländerin Madiea Ghafoor. Hauchdünn dahinter folgten inzwischen fast gleichauf Agnė Šerkšnienė aus Litauen und die Polin Justyna Święty-Ersetic. Auch die weiteren Abstände waren sehr eng. Die Niederländerin Lisanne de Witte lag auf Rang sechs.
Auf den letzten hundert Metern schwanden Nielsen die Kräfte. Belimbasaki hielt sich vorne besser, aber von hinten stürmte jetzt Święty-Ersetic heran und auch de Witte zeigte großes Stehvermögen. Mit den letzten Schritten fing Justyna Święty-Ersetic die Griechin noch ab und wurde Europameisterin in 50,41 s. Maria Belimbasaki gewann vier Hundertstelsekunden dahinter die Silbermedaille. Lisanne de Witte stellte mit 50,77 s einen neuen niederländischen Landesrekord auf und errang die Bronzemedaille. Für Laviai Nielsen reichte es zum vierten Platz. Iga Baumgart-Witan, zweite Polin in diesem Finale, wurde Fünfte vor Agnė Šerkšnienė und der Französin Floria Gueï. Den achten Rang belegte Madiea Ghafoor.

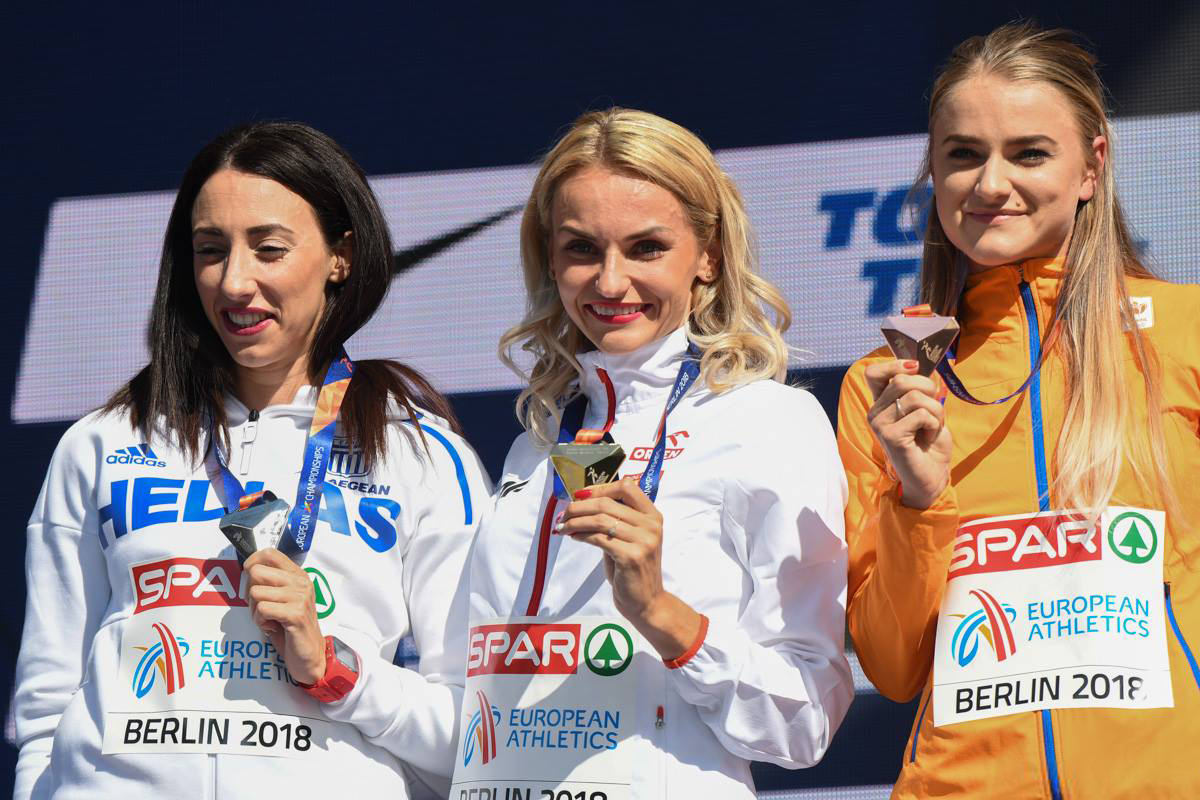
Siegerehrung (v. l. n. r.): Maria Belimbasaki, Justyna Święty-Ersetic, Lisanne de Witte
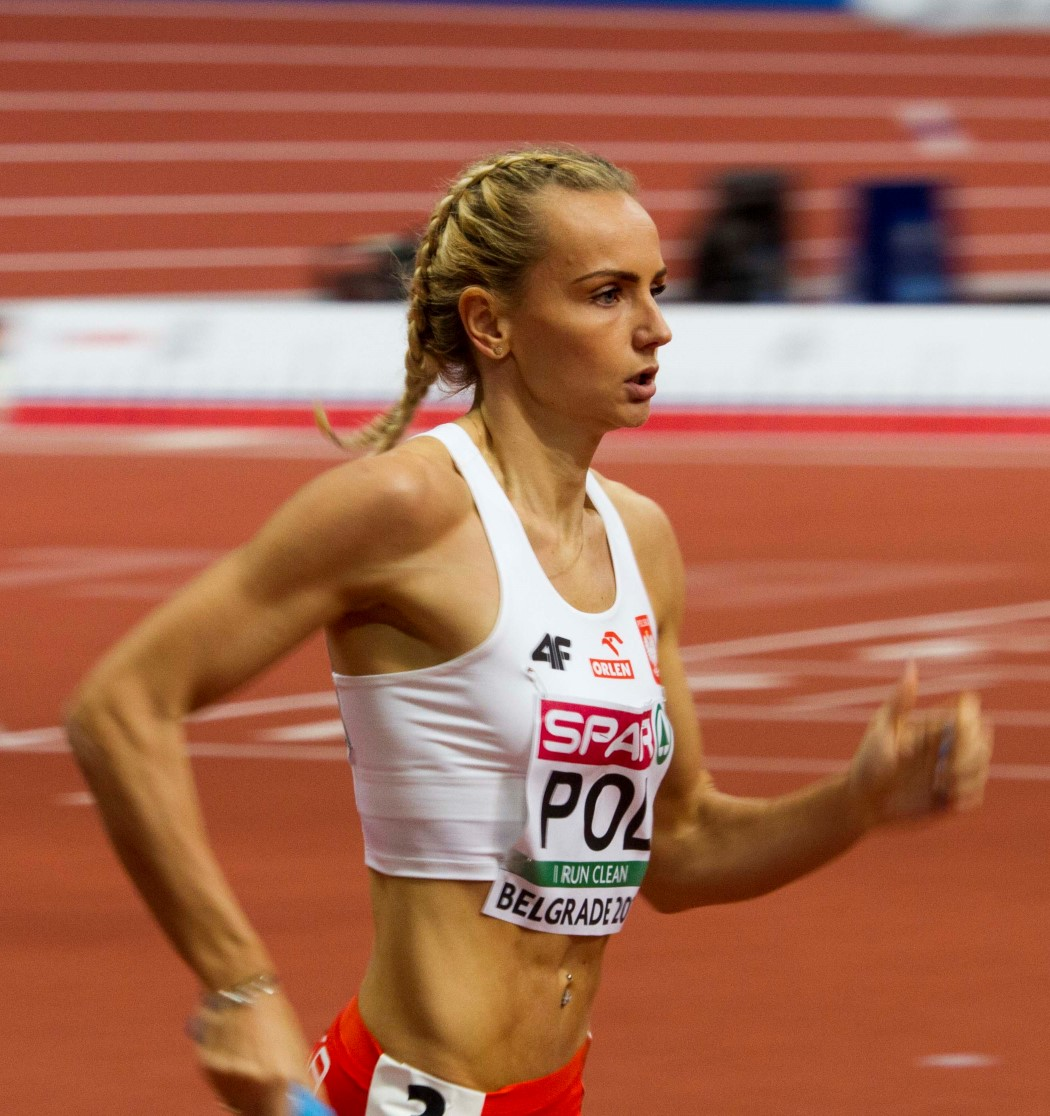
Europameisterin Justyna Święty-Ersetic
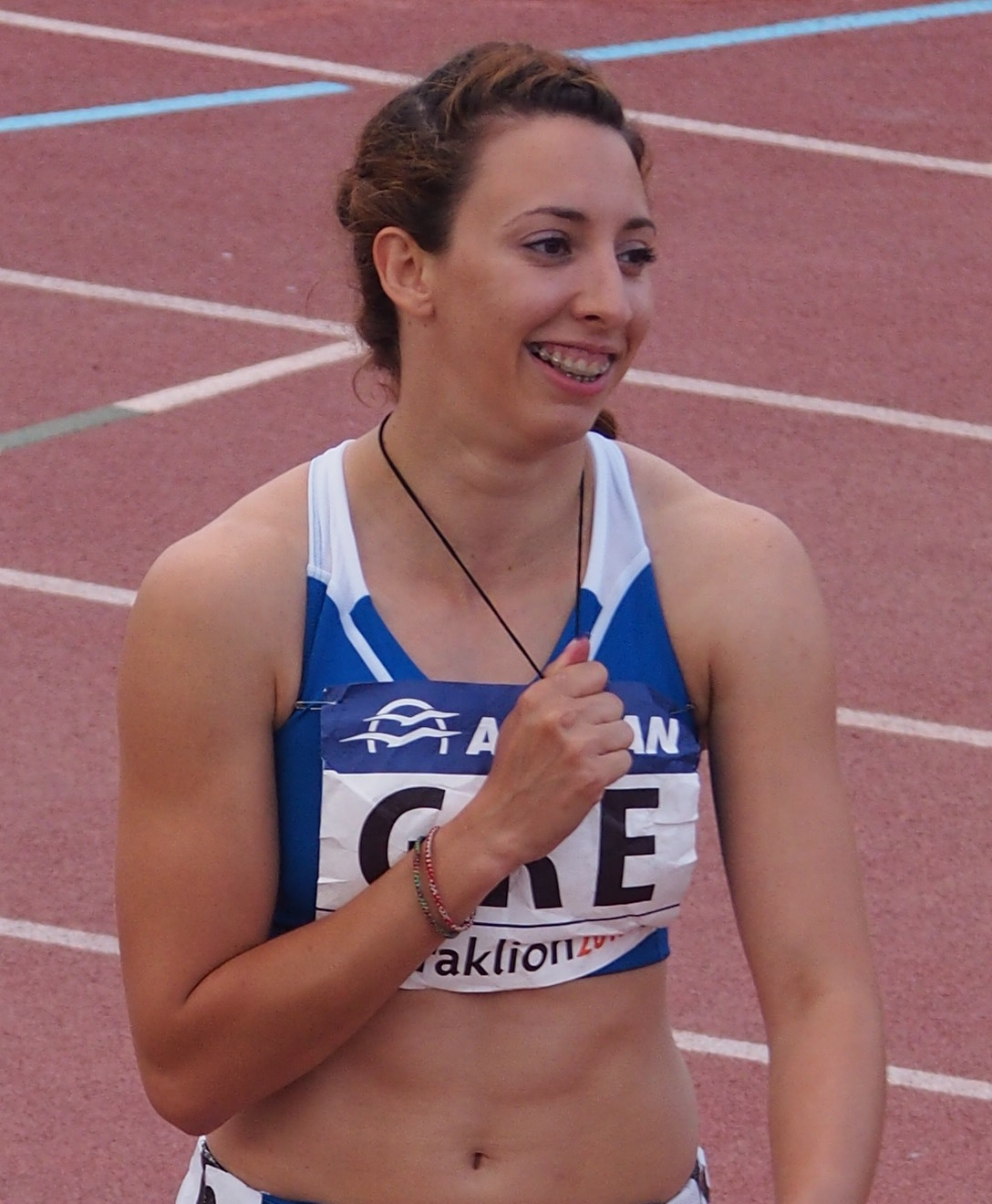
Vizeeuropameisterin Maria Belimbasaki
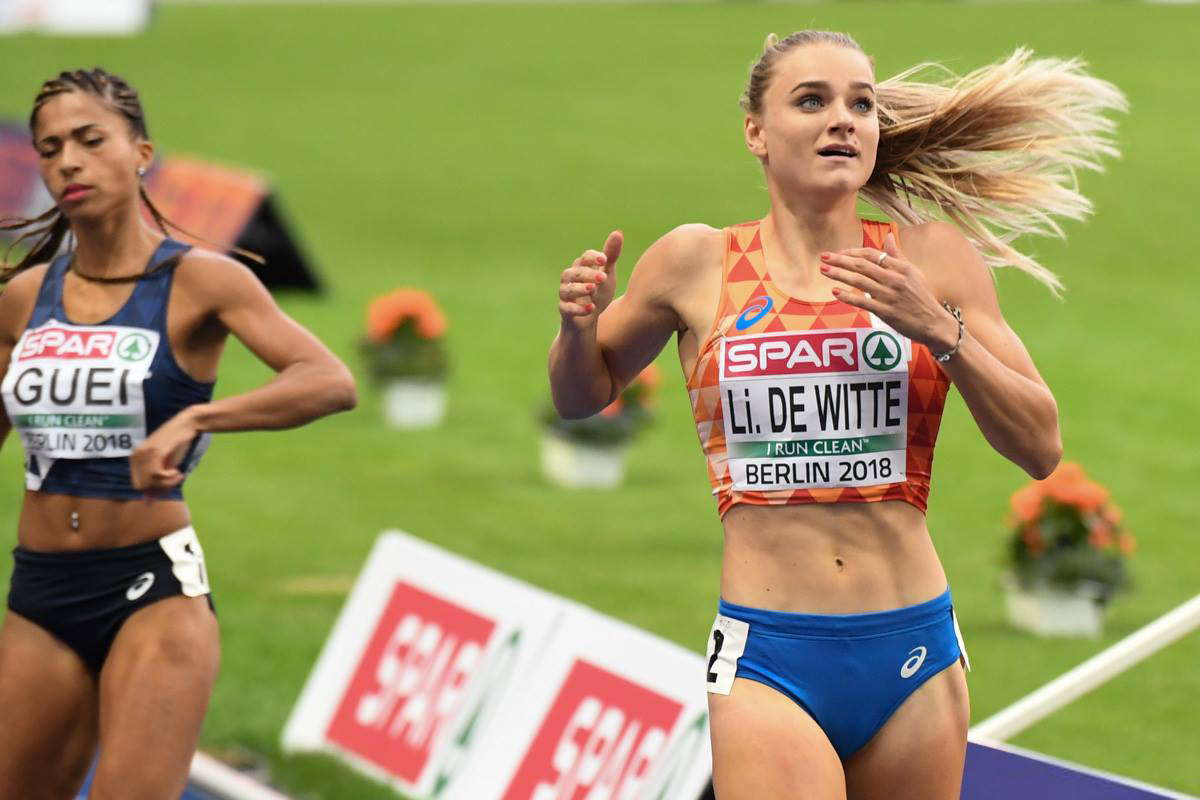
Bronzemedaillengewinnerin Lisanne de Witte

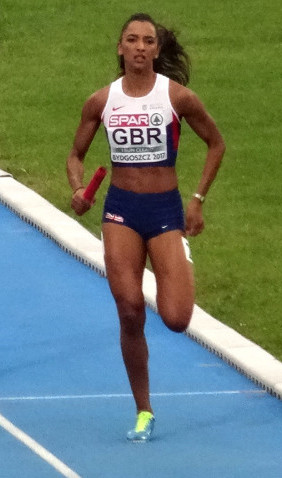
Laviai Nielsen kam auf den vierten Platz
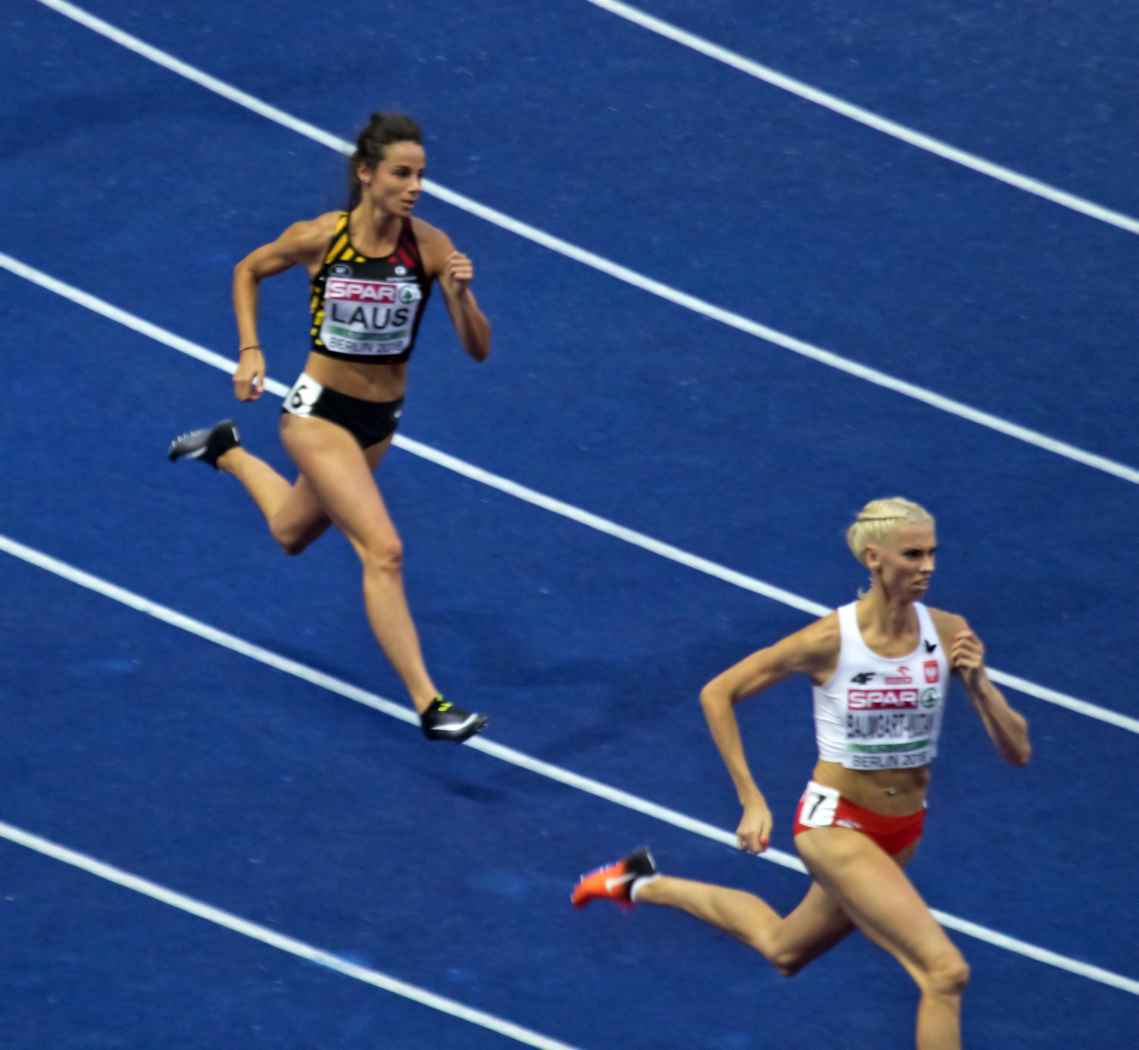
Iga Baumgart-Witan belegte Rang fünf
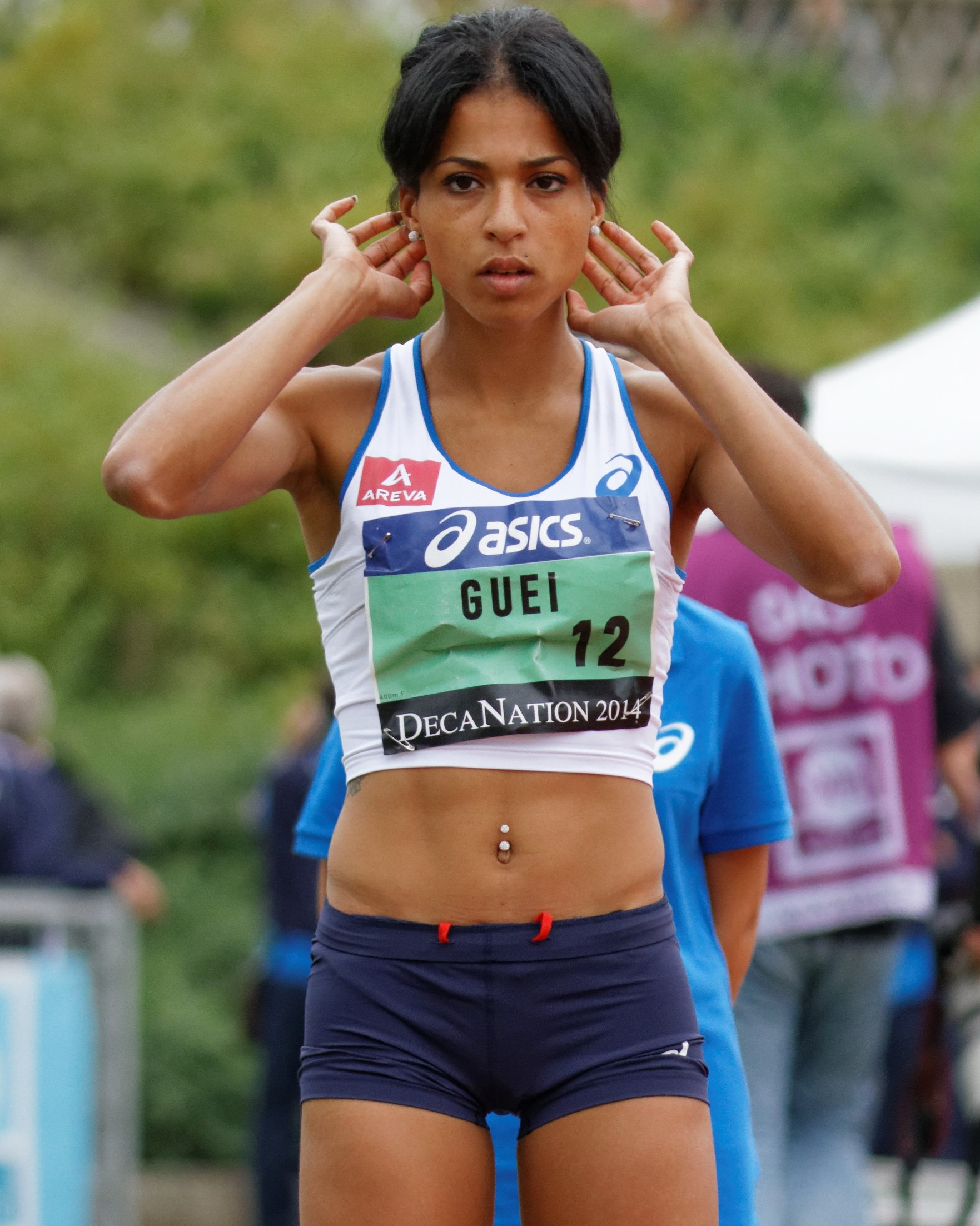
Rang sieben für Floria Gueï
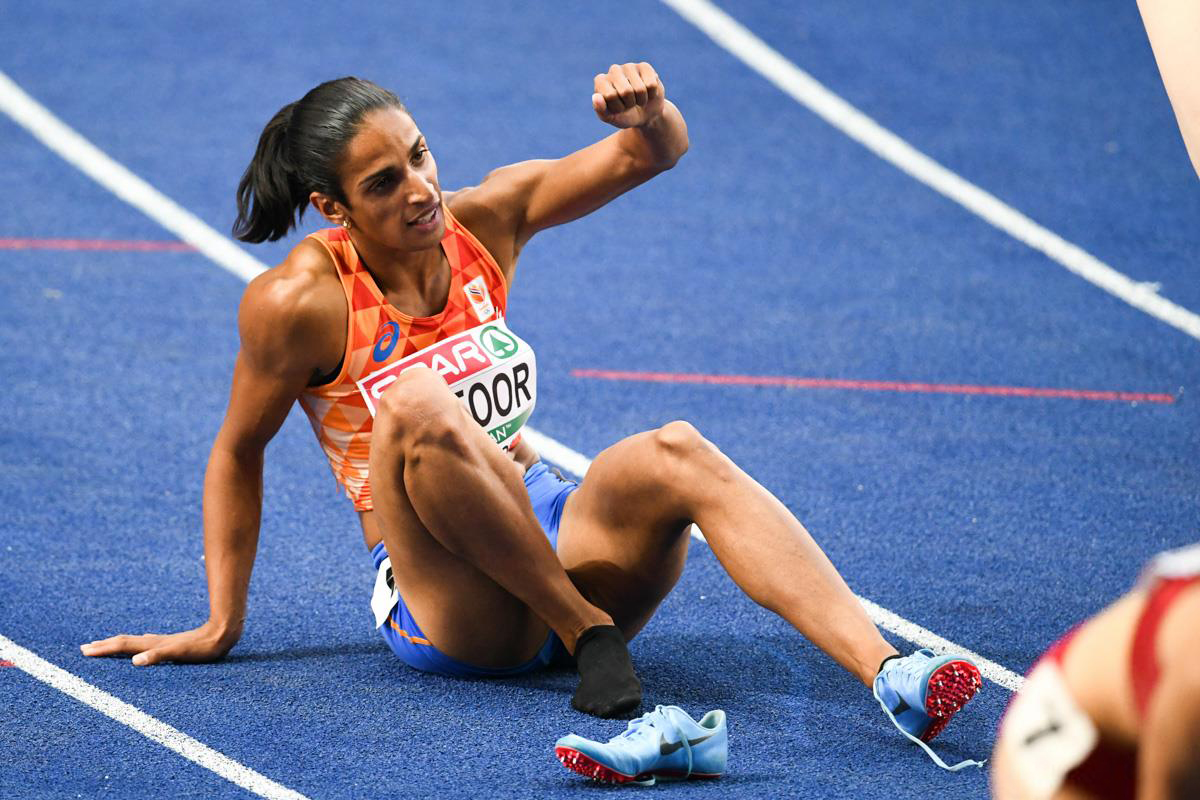
Madiea Ghafoor erreichte den achten Platz